# Agrotis legraini
Agrotis legraini is een vlinder uit de familie uilen (Noctuidae). De wetenschappelijke naam van deze soort is voor het eerst geldig gepubliceerd in 1994 door Wiltshire.
De soort komt voor in tropisch Afrika.